# Campbon
Campbon ist eine französische Gemeinde mit 4031 Einwohnern (Stand 1. Januar 2022) im Département Loire-Atlantique in der Region Pays de la Loire; sie gehört zum Arrondissement Saint-Nazaire und zum Kanton Blain.

## Lage
Die Gemeinde Campbon liegt 22 Kilometer nordöstlich von Saint-Nazaire und 37 Kilometer nordwestlich von Nantes. Nachbargemeinden von Campbon sind Quilly im Nordosten, Bouvron im Osten, Savenay im Südosten, La Chapelle-Launay im Süden, Prinquiau im Südwesten, Pontchâteau im Westen sowie Sainte-Anne-sur-Brivet im Nordwesten.

## Geschichte
Campbon war Sitz der Châtellenie Coislin, die später zum Marquisat und zur Duché erhoben wurde.

### Bevölkerungsentwicklung
| Jahr                       | 1962 | 1968 | 1975 | 1982 | 1990 | 1999 | 2006 | 2014 | 2022 |
| Einwohner                  | 2650 | 2569 | 2666 | 2747 | 2918 | 2899 | 3379 | 3941 | 4031 |
| Quellen: Cassini und INSEE |      |      |      |      |      |      |      |      |      |

## Sehenswürdigkeiten

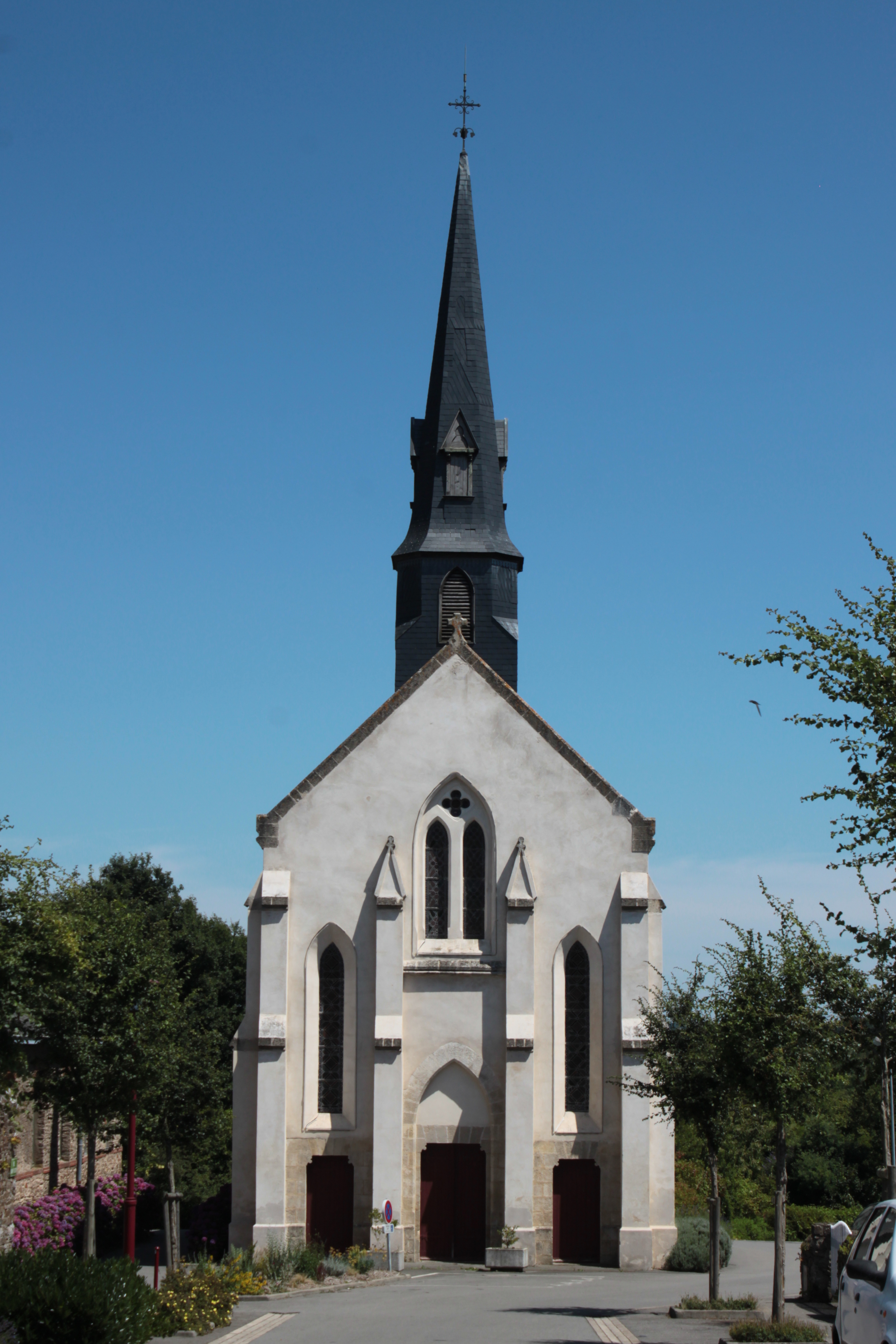
Kirche Saint-Martin-et-Saint-Victor
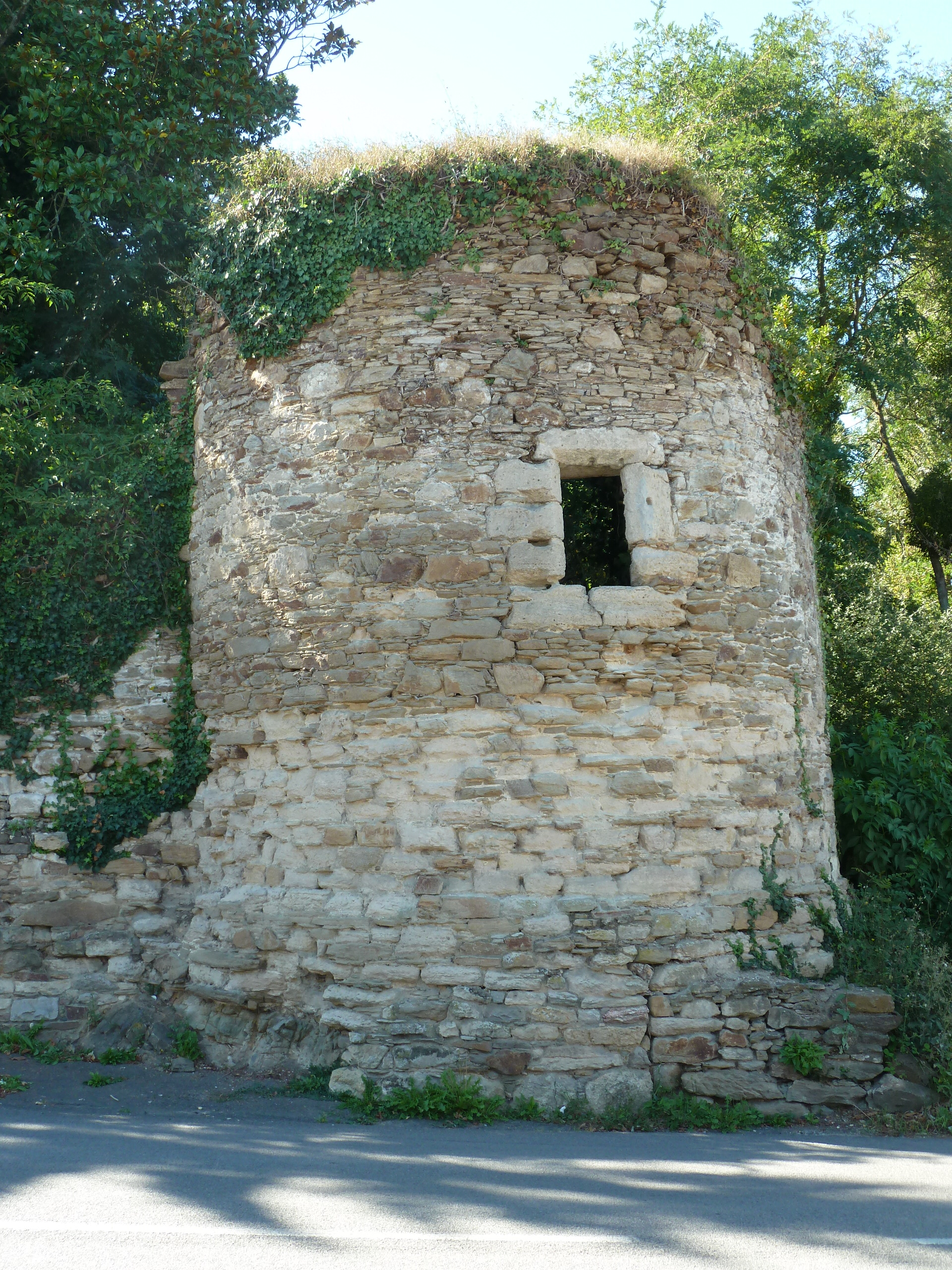
Burgruine
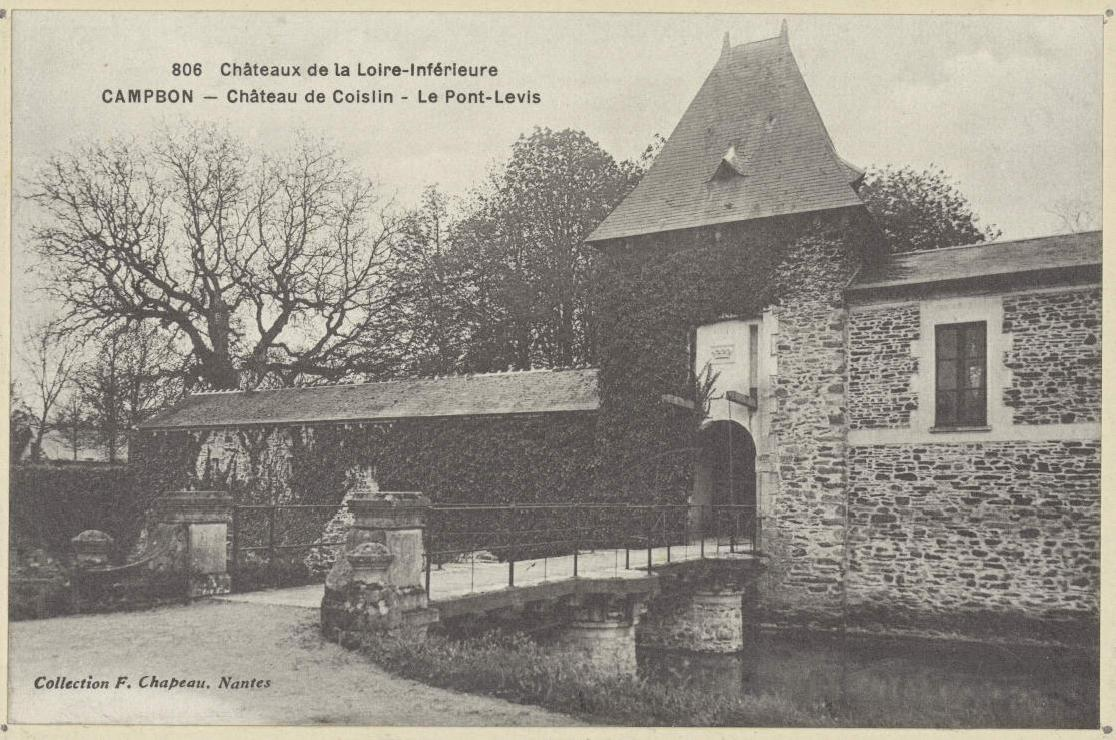
Schloss Coislin Anfang des 20. Jahrhunderts
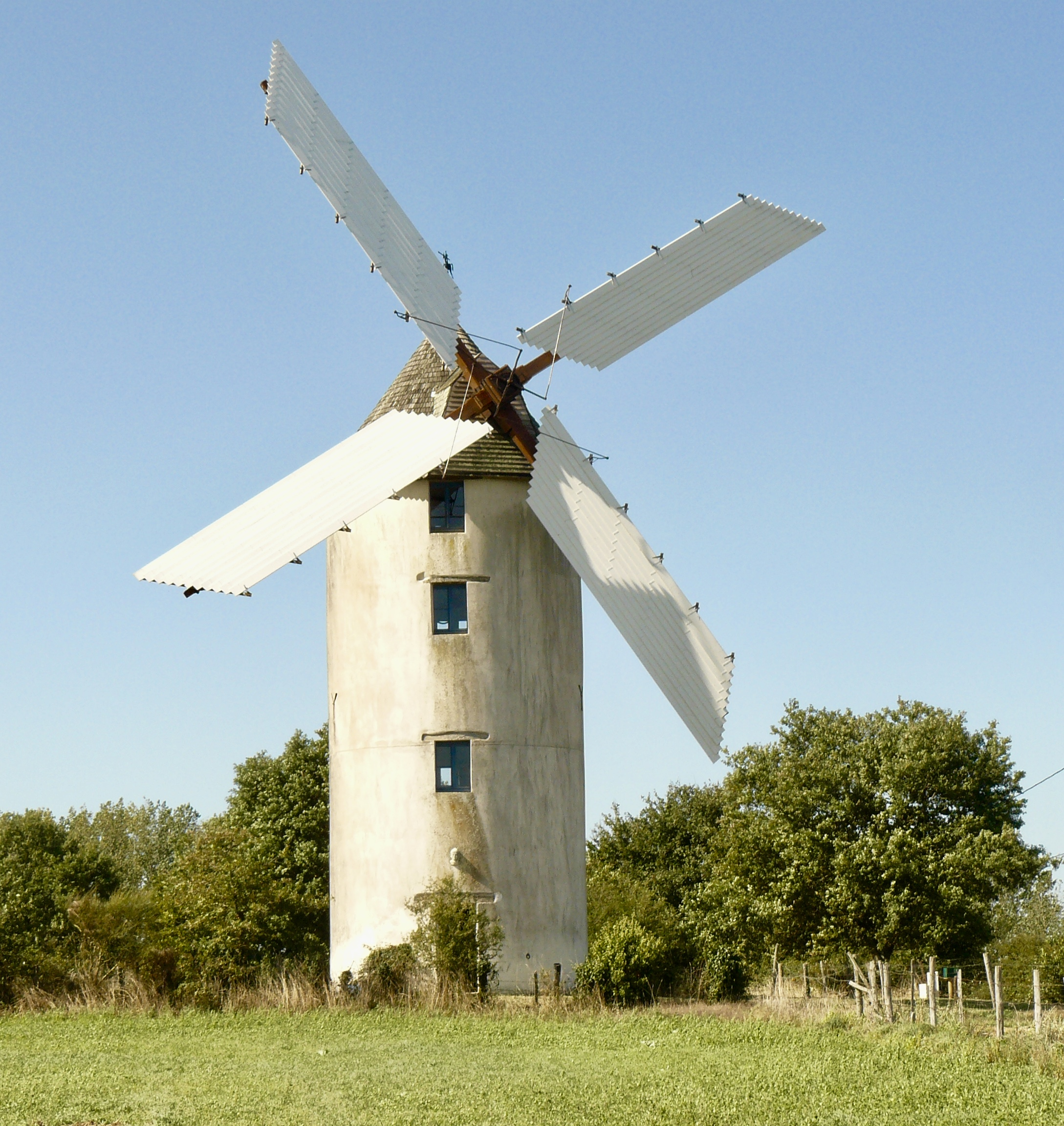
Windmühle La Bicane

- Burgruine Campbon, 11. Jahrhundert, teilweise Monument historique
- von Wassergräben umgebenes Schloss Coislin
- Kapelle Saint-Victor
- Kapelle La Ducherais
- Kapelle Sainte-Barbe

- Kapelle Saint-Victor
- Burgruine
- Schloss Coislin Anfang des 20. Jahrhunderts
- Windmühle La Bicane

## Persönlichkeiten
- Jean Rouaud (* 1952), Schriftsteller, geboren in Campbon